# Villar de Cañas
Villar de Cañas – gmina w Hiszpanii, w prowincji Cuenca, w Kastylii-La Mancha, o powierzchni 70,36 km². W 2011 roku gmina liczyła 431 mieszkańców.